# Vratná reakce
Vratná reakce je chemická reakce, při které může dojít k samovolnému obrácení jejího směru a přeměně produktů na výchozí látky.
{\displaystyle {\ce {{\mathit {a}}A{}+{\mathit {b}}B<=>{\mathit {c}}C{}+{\mathit {d}}D}}}
Látky A a B mohou vytvářet produkty C a D, nebo při zpětné reakci C a D vytvářet A a B.
Takovéto reakce probíhají mezi slabými kyselinami a slabými zásadami; například kyselina uhličitá reaguje s vodou:
H2CO3 (l) + H2O (l) ⇌ HCO3− (aq) + H3O+ (aq)
Koncentrace reaktantů a produktů (A, B, C, D) při dosažení rovnováhy popisuje rovnovážná konstanta K. Její hodnota závisí na změně Gibbsovy energie za stálého tlaku. Pokud je tato změna velká (více než přibližně 30 kJ/mol), tak je rovnovážná konstanta vysoká (K > 103) a koncentrace reaktantů při rovnováze jsou velmi nízké; takové reakce bývají často popisovány jako nevratné, přestože se v reakční soustavě stále vyskytují malá množství rektantů. Zcela nevratné reakce zpravidla nastávají tehdy, když se produkty z reakční směsi odstraňují, jako v případě oxidu uhličitého u této reakce:
CaCO3 + 2HCl → CaCl2 + H2O + CO2↑

## Historie
Možnost vratnosti reakce zavedl Claude Louis Berthollet v roce 1803, když pozoroval krystaly uhličitanu sodného na okraji slaného jezera v Egyptě, kde reagoval chlorid sodný s uhličitanem draselným:
2NaCl + CaCO3 → Na2CO3 + CaCl2
Uvědomil si, že tato reakce je opakem již známé reakce
Na2CO3 + CaCl2→ 2NaCl + CaCO3
Do této doby se myslelo, že chemické reakce probíhají vždy v jednom směru. Berthollet zjistil, že nadbytek soli v jezeře obrátil směr reakce ve prospěch uhličitanu sodného.
Roku 1864 vydali Peter Waage a Cato Maximilian Guldberg pravidlo, nyní známé jako Guldbergův–Waagův zákon, kde matematicky popsali Bertholletova zjištění. Mezi roky 1884 a 1888, Henry Louis Le Chatelier a Karl Ferdinand Braun vytvořili Le Chatelierův princip, který tyto myšlenky zobecnil na vliv i jiných faktorů, než jsou koncentrace, na chemickou rovnováhu.

## Kinetika reakce
U vratné reakce A⇌B má přímý proces A→B rychlostní konstantu {\displaystyle k_{1}} a zpětný krok B→A má rychlostní konstantu {\displaystyle k_{-1}}. Koncentraci A vyjadřuje tato diferenciální rovnice:
{\displaystyle {\frac {d[A]}{dt}}=-k_{\text{1}}[A]+k_{\text{-1}}[B]}.
Z předpokladu, že koncentrace B v daném čase je rovna počáteční koncentraci reaktantu minus koncentraci reaktantu v čase {\displaystyle t}, vychází rovnice:
{\displaystyle [B]=[A]_{\text{0}}-[A]}.
Po spojení obou rovnic vychází:
{\displaystyle {\frac {d[A]}{dt}}=-k_{\text{1}}[A]+k_{\text{-1}}([A]_{\text{0}}-[A])}.
Oddělením proměnných a nastavením počáteční hodnoty na {\displaystyle [A](t=0)=[A]_{0}} vznikne:
{\displaystyle C={\frac {{-\ln }(-k_{\text{1}}[A]_{\text{0}})}{k_{\text{1}}+k_{\text{-1}}}}}
a po úpravách vyjde konečná kinetická rovnice:
{\displaystyle [A]={\frac {k_{\text{-1}}[A]_{\text{0}}}{k_{\text{1}}+k_{\text{-1}}}}+{\frac {k_{\text{1}}[A]_{\text{0}}}{k_{\text{1}}+k_{\text{-1}}}}\exp {{(-k_{\text{1}}+k_{\text{-1}}})t}}.
Koncentrace A a B v nekonečném čase odpovídá:
{\displaystyle [A]_{\infty }={\frac {k_{\text{-1}}[A]_{\text{0}}}{k_{\text{1}}+k_{\text{-1}}}}}
{\displaystyle [B]_{\infty }=[A]_{\text{0}}-[A]_{\infty }=[A]_{\text{0}}-{\frac {k_{\text{-1}}[A]_{\text{0}}}{k_{\text{1}}+k_{\text{-1}}}}}
{\displaystyle {\frac {[B]_{\infty }}{[A]_{\infty }}}={\frac {k_{\text{1}}}{k_{\text{-1}}}}=K_{\text{eq}}}
{\displaystyle [A]=[A]_{\infty }+([A]_{\text{0}}-[A]_{\infty })\exp(-k_{\text{1}}+k_{\text{-1}})t}
K určení {\displaystyle k_{1}+k_{-1}} lze vzorec linearizovat:
{\displaystyle \ln([A]-[A]_{\infty })=\ln([A]_{\text{0}}-[A]_{\infty })-(k_{\text{1}}+k_{\text{-1}})t}
Určení jednotlivých konstant {\displaystyle k_{1}} a {\displaystyle k_{-1}} vyžaduje následující vzorec:
{\displaystyle K_{\text{eq}}={\frac {k_{\text{1}}}{k_{\text{-1}}}}={\frac {[B]_{\infty }}{[A]_{\infty }}}}